# Vanessa Valence
Vanessa Valence (Nîmes, 6 de marzo de 1972) es una actriz francesa.

## Biografía
Natural de Nîmes, capital del departamento de Gard, en la región de Occitania, nació en marzo de 1972. Comenzó su carrera artística como actriz de televisión en la serie Le juge est une femme, teniendo un pequeño papel de recepcionista en su episodio piloto. Retomaría su tarea artística a comienzos de los años 2000, cuando volvió a televisión con las series Les Cordier, juge et flic, Commissaire Moulin y la miniserie Zodiac. En 2005 debutó en el cine con la película Le Plus Beau Jour de ma vie, dirigida por Julie Lipinski. Su segunda producción en la gran pantalla sería en 2008, con Tu peux garder un secret?. También por esos años se inició en el mundo del doblaje, siendo la voz en la edición francesa de Emma Gilbert, una de las tres sirenas de la serie juvenil de H2O.
En 2009 fue elegida para interpretar el personaje de la teniente Frédérique (Fred) Kancel en la serie de TF1 Profilage. Mantuvo un papel relevante en la serie y trama, que compartía con Jean-Michel Martial, Odile Vuillemin o Philippe Bas. Su personaje era asesinado en el tramo final de la quinta temporada, apareciendo en momentos puntuales de la sexta, pese a las discrepancias de la actriz con los productores sobre su final. Su lugar fue ocupado por el personaje de la teniente Emma Tomasi, interpretada por Sophie de Fürst, que quedaba ligado al personaje de Valence al ser Kancel su madre biológica, a la que dio en adopción al poco de nacer al haber sido un embarazo no deseado de su adolescencia.
En 2015, paralela a la salida de Profilage, Valence se unía al elenco de Plus belle la vie, donde daba vida a la fiscal Claire Mougin. En 2017 su personaje era encontrado asesinado, volviendo a verse fuera de otra serie en las mismas circunstancias que en su papel de Kancel.